# Sea of No Cares
Sea of No Cares er det femte studiealbum fra det canadiske folkrockband Great Big Sea. Det blev udgivet d. 19. februar 2002 i Canada, og en uge senere i USA. Albummet solgte platin i Canada, og vandt 5 ECMAs (East Coast Music Awards) i kategorierne "Album Of The Year", "Group Of The Year", "Entertainer Of The Year", "Video Of The Year" og "Pop Artist Of The Year".

## Spor
| Nr. | Titel | Længde |
| --- | --- | ------ |
| 1.  | "Sea Of No Cares (Alan Doyle, Séan McCann, Chris Trapper)"                                               | 3:41   |
| 2.  | "Penelope (Chris Hynes)"                                                                                 | 2:45   |
| 3.  | "Clearest Indication (Alan Doyle, Séan McCann, Chris Trapper)"                                           | 4:14   |
| 4.  | "Scolding Wife (Traditionel arrangeret af Alan Doyle, Séan McCann, Bob Hallett, Darrell Power)"          | 3:09   |
| 5.  | "Stumbling In (Alan Doyle)"                                                                              | 3:20   |
| 6.  | "A Boat Like Gideon Brown (Traditionel, arrangeret Alan Doyle, Séan McCann, Bob Hallett, Darrell Power)" | 2:56   |
| 7.  | "Widow In The Window (Alan Doyle, Séan McCann, Chris Trapper)"                                           | 5:22   |
| 8.  | "French Perfume (Bob Hallett)"                                                                           | 3:06   |
| 9.  | "Yarmouth Town (Arrangeret Alan Doyle, Séan McCann, Bob Hallett, Darrell Power)"                         | 2:34   |
| 10. | "Barque In The Harbour (Arrangeret af Alan Doyle, Séan McCann, Bob Hallett, Darrell Power)"              | 3:45   |
| 11. | "Own True Way (Alan Doyle, Séan McCann, Chris Trapper)"                                                  | 3:53   |
| 12. | "Fortune (Arrangeret af Alan Doyle, Séan McCann, Bob Hallett, Darrell Power)"                            | 2:53   |

## Om sangene
- Der blev lavet musikvideoer til "Sea of No Cares", "Clearest Indication" og "Stumbling In", og de blev udgivet som radiosingler.
- "Clearest Indication" refererer til Newfoundlands konfederation med Canada
- "French Perfume" handler om smugling af rom (og andre ting) fra de franske øer St. Pierre til Burin-halvøen.